# Chiquitano
Chiquitano (auch: Chiquito oder Besiro) ist eine indigene Sprache in Südamerika, die in den bolivianischen Regionen der Chiquitania und des Gran Chaco beheimatet ist. Sie wird heute noch vor allem im bolivianischen Departamento Santa Cruz und im Departamento Beni gesprochen, und dort in folgenden Provinzen: Provinz Ñuflo de Chávez, Provinz José Miguel de Velasco, Provinz Ángel Sandoval, Provinz Germán Busch, Provinz Ichilo, Provinz Chiquitos und Provinz Iténez, außerdem in einigen Municipios von Brasilien. Das Chiquitano gilt als ernsthaft gefährdet.

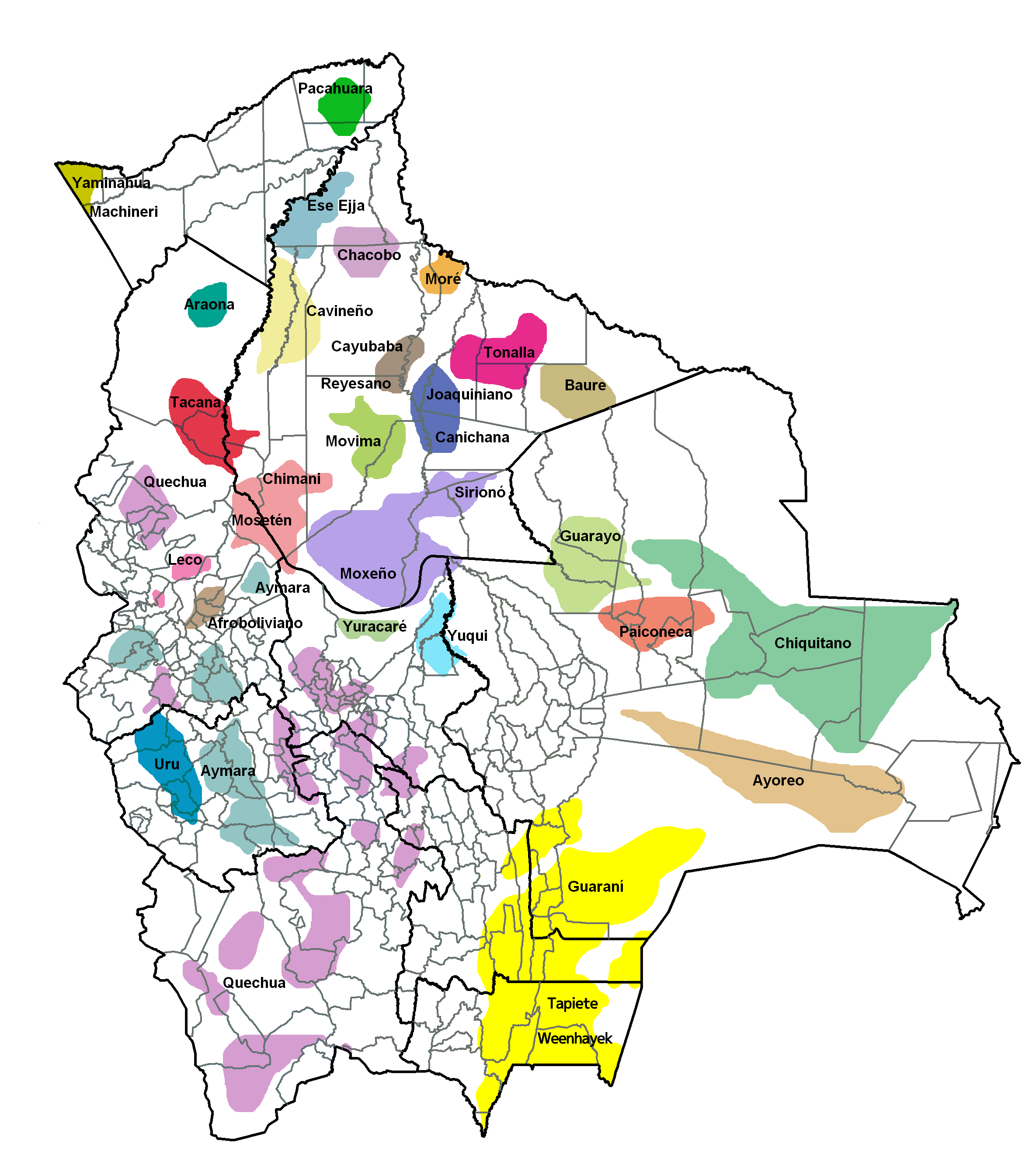

## Aktuelle Situation
Das Chiquitano ist eine ernsthaft gefährdete Sprache, die nur noch ausnahmsweise an die jüngeren Generationen weitergegeben wird. Die Anzahl der Sprecher liegt bei etwa 5000, von denen jeweils etwa die Hälfte das Chiquitano als Erst- bzw. Zweitsprache beherrscht. Die ethnische Gruppe umfasst etwa 40.000 bis 50.000 Personen. Crevels (2012) geht sogar von fast 200.000 Zugehörigen aus. Am höchsten ist der Anteil der Sprecher im Municipio San Antonio de Lomerío. Dort gaben bei der Volkszählung von 2012 27 % der Bevölkerung als Erstsprache Chiquitano an.

## Historie der Ethnie
Die sprachlichen Verhältnisse in vorkolumbianischer Zeit lassen sich für das Gebiet der Chiquitanía nicht mehr genau rekonstruieren. Es wurden dort Sprachen aus mehreren Sprachfamilien gesprochen, namentlich Macro-Ge-Sprachen, Arawak-Sprachen, Tupí-Sprachen, Zamuco-Sprachen sowie Chapacura-Wanham. 
Ab 1691 gründeten die Jesuiten die Jesuitenreduktionen der Chiquitos: Verhältnismäßig große, feste Siedlungen, in denen Angehörige verschiedener Ethnien zum Zweck der Christianisierung und der Unterrichtung in landwirtschaftlichen Methoden zusammengefasst wurden. In den meisten dieser Reduktionen wurde das Chiquitano als Verkehrssprache benutzt. Es verdrängte im Laufe der Zeit die anderen Sprache; ein Prozess, der sich auch nach der Ausweisung der Jesuiten 1767 fortsetzte. Mit der Agrarreform von 1953 und der Einführung spanischsprachiger Schulen 1955 begann der Niedergang des Chiquitano. Es wurde zunehmend durch das Spanische ersetzt und wird heute nur noch von einer kleinen Minderheit der Angehörigen der Ethnie gesprochen.
Im Spanisch der Chiquitanía konnten etwa 80 Lehnwörter aus dem Chiquitano identifiziert werden. Auch auf dem Gebiet der Phonologie wurde Chiquitano-Substrat festgestellt.

## Klassifikation
Das Chiquitano galt lange als isolierte Sprache. Neuere Untersuchungen legen eine Beziehung zu den Macro-Ge-Sprachen nahe.

## Phonologie

### Konsonanten
|           | Bilabial | Dental | Alveolar | Palatal | Velar | Glottal |
| --------- | -------- | ------ | -------- | ------- | ----- | ------- |
| Plosiv    | p        | t̪      | t        | t͡ʃ      | k     | ʔ       |
| Frikativ  | β        |        | s        | ʃ       |       |         |
| Nasal     | m        |        | n        | ɲ       | ŋ     |         |
| Vibrant   |          |        | r        |         |       |         |
| Halbvokal | w        |        |          | j       |       |         |

### Vokale
|             | vorne | zentral | hinten |
| ----------- | ----- | ------- | ------ |
| geschlossen | i     | ɨ       | u      |
| halboffen   | e     |         | o      |
| offen       |       | a       |        |